# Hét szabad művészet

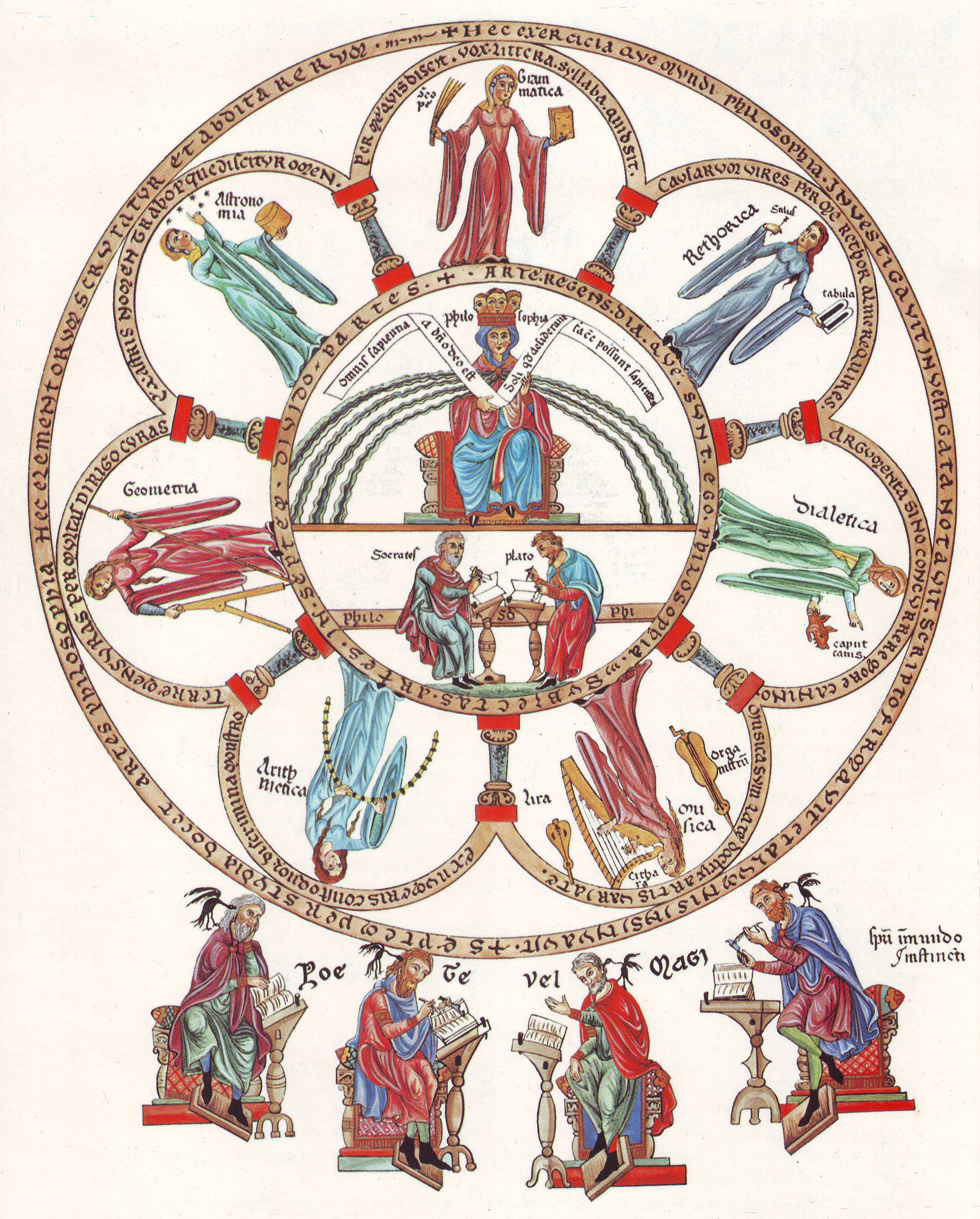
Herrad von Lansberg Hortus delicarium (1180) című művének miniatúrája a hét szabad művészet rendszerét ábrázolja. A középpontban a felső félkörben a Philosophia allegorikus nőalakja ül, és oldalából hét sugár árad, az alsó félkörben pedig Szókratész és Platón alakja. A belső kört körülölelő külső körben jelennek meg a hét szabad művészet allegorikus alakjai, tudományuk egy-egy jelképével

A szabadok hét mestersége (latinul: septem artes liberales) a középkori egyetemek bevezető képzésének, a bölcsészeti fakultásnak (facultas artium) a tananyaga.

## Tartalma
Az elnevezés onnan ered, hogy ezek voltak „szabad emberhez méltók”. Az ars szót szokás ’művészet’-nek és ’tudomány’-nak is fordítani, de a ’mesterség’ áll legközelebb az eredeti jelentéshez.
A hét szabad mesterséget két további csoportra osztották:
1. Trivium – a szóval, szöveggel foglalkozó tudományok („Hármas út”)
  1. Grammatica – nyelvtan
  2. Retorica – retorika, a gondolatok szabatos, szóbeli kifejezése
  3. Dialectica – dialektika, a gondolatok logikus kifejtésének tárgya
2. Quadrivium – a többi négy tudományág közös összefoglaló neve („Négyes út”)
  1. Astronomia – csillagászat
  2. Aritmetica – számtan
  3. Geometria – mértan
  4. Musica – zene

## Eredete
Maga a rendszerezés Martianus Capella Kr. u. V. századi afrikai származású szerző De nuptiis Philologiae cum Mercurii et de septem artibus liberalibus libri IX (Kilenc könyv Mercurius és Philologia házasságáról és a hét szabad művészetről) című művéből származik. A tudományok rendszerét Martianus Mercurius és Philologia házasságának kerettörténetébe ágyazta. Az első két könyv allegorikus formában előadja, hogy Philologia nászajándékba kapja Mercurius hét szolgálóleányát. A fennmaradó hét kötetben mindegyik tudomány előadja, hogy mivel foglalkozik.
A hét szabad művészet első nagyszabású leírása Flavius Magnus Aurelius Cassiodorustól (485k.-580k.) maradt ránk. Cassiodorus élete nagy részét annak szentelte, hogy római államférfiként előmozdítsa az oktatás ügyét a kereszténységben. 544-ben befejezett művében Cassiodorus scientiaként jelöli a művészeteket, a trivium a sermonicales, a quadrivium pedig a reales tudományaiból állnak. Ennek a felosztásnak a kései és többszörösen módosított felosztása a humaniórák és a reáliák tudománya, mely a humanista-reneszánsz egyetemi oktatásban fog megjelenni.
A trivium–quadrivium felosztás csak a VII. századtól jelenik meg.
A tudományok e hetes felosztása a Karolingok alatt terjedt el, jórészt Alcuin hatására. A IX. századi Ioanes Scotus kezdi el a Capella művét magyarázó kommentárok sorozatát. A XII–XIII. századra a hét szabad művészet rendszere már kevésnek bizonyul. A nyugat-európai gazdaság és társadalomfejlődés már megköveteli a fizika, a mechanika és az ökonómia fejlesztését is. E tudományok azonban hosszú ideig kimaradnak az egyetemi oktatás keretei közül.

## Ábrázolás
A hét szabad művészet a középkor ikonográfiájában is jelentős szerepet játszott: számos miniatúra maradt az utókorra, melyeken tanulmányozható az ikonográfiai megszemélyesítés ábrázolástörténete.